# Madatyphlopinae
Sous-famille
Les Madatyphlopinae sont une sous-famille de serpents de la famille des Typhlopidae.

## Répartition
Les espèces des deux genres de cette sous-famille se rencontre en Somalie, en Tanzanie, dans l'archipel des Comores et à Madagascar.

## Liste des genres
Selon The Reptile Database (10 septembre 2014) :
- Lemuriatyphlops Pyron & Wallach, 2014
- Madatyphlops Hedges, Marion, Lipp, Marin & Vidal, 2014

## Publication originale
- Hedges, Marion, Lipp, Marin & Vidal, 2014 : A taxonomic framework for typhlopid snakes from the Caribbean and other regions (Reptilia, Squamata). Caribbean Herpetology, vol. 49, p. 1–61 (texte intégral)